# Hillhead Jordanhill Rugby Football Club
Dernière mise à jour : 27 février 2013.
Hillhead Jordanhill RFC est un club écossais de rugby à XV situé à Glasgow, qui évolue en deuxième division du championnat d'Écosse.

## Histoire
Hillhead-Jordanhill trouve son origine dans le Hillhead Rugby Club fondé en 1904 par les anciens élèves du lycée de Hillhead (Hillhead High School) de Glasgow. Après un titre national en 1933-34, le club végète. En 1969, la clause restreignant l’entrée au club aux anciens élèves est supprimée pour permettre un meilleur recrutement. En 1988, il fusionne avec le Jordanhill RFC sous le nom de Hillhead-Jordanhill et les quatre couleurs des deux clubs sont mélangées sur les maillots. Le club évolue au Hughenden Stadium, qui est aussi le stade de la franchise professionnelle des Glasgow Warriors de 2005 à 2007.
Le nom provient des districts de Glasgow, Hillhead et Jordanhill

## Palmarès
- Champion d'Écosse en 1933-34 (non officiel)
- Champion de quatrième division en 2003